# 敬德镇
敬德镇，是中华人民共和国广西壮族自治区百色市德保县下辖的一个乡镇级行政单位。

## 行政区划
敬德镇下辖以下地区：
多敬村、古甘村、凌怀村、雅里村、多匠村、暮洞村、那暖村、渠岩村、陇洞村、巴宁村、密安村、多浪村、陇正村、扶平村、驮良村、大红村、驮信村、农安村、中力村和念归村。